# Paul Caligiuri
Pour les articles homonymes, voir Caligiuri.
Paul Caligiuri est un joueur international américain de soccer né le 9 mai 1964 à Westminster en Californie.
Sa carrière s'étend sur pratiquement seize ans, durant laquelle il joue dans de nombreux clubs américains et allemands, et également pour l'équipe des États-Unis. Pendant les quatorze années en sélection, où il joue défenseur et milieu défensif, il amassa cent-dix sélections pour cinq buts.
Caligiuri est connu pour son but vainqueur qui fut surnommé Shot heard round the world, qu'il inscrit lors d'une victoire 1-0 contre Trinité et Tobago en éliminatoires de la Coupe du monde 1990, le 19 novembre 1989 et qui permet aux Américains de se qualifier pour leur premier Mondial depuis 1950. Il y marque aussi le premier but de la sélection américaine en Coupe du monde depuis quarante ans lors d'une défaite 5-1 face à la Tchécoslovaquie. Il est membre du National Soccer Hall of Fame.

## Carrière

### Université
Après avoir été diplômé de Walnut High School, Caligiuri étudie à l'Université de Californie à Los Angeles et joue avec les Bruins, de 1982 à 1985. Durant ses quatre saisons, il est nommé deux fois à la NCAA All-American. Il est également capitaine des Bruins.

### Nomads de San Diego
Après avoir été diplômé de l'UCLA, Caligiuri dispute la saison 1986 avec les Nomads de San Diego en Western Soccer Alliance et obtient le trophée du joueur américain de soccer de l'année.

### Allemagne
Les performances du jeune Caligiuri attirent les regards du Hambourg SV en Allemagne, qui le fait signer après avoir joué le match « FIFA/UNICEF All Star Game » de 1986. Cependant, il ne parvient pas à jouer en équipe première.
En 1988, Hambourg le transfère au SV Meppen qui évolue en deuxième division allemande, où il joue pendant deux saisons. De Meppen, il part au Hansa Rostock en Allemagne de l'Est où il remporte le championnat professionnel est-allemand.
Après la Coupe du monde 1994, il signe au SC Fribourg.

### Salsa de Los Angeles/Sankt Pauli
Le 4 mai 1995, Caligiuri quitte l'Allemagne pour les États-Unis en signant au Salsa de Los Angeles en A-League pour retrouver sa condition avant les rencontres de l'équipe nationale le même été. Il donne son salaire aux victimes de l'attentat d'Oklahoma City. En août, le club prête Caligiuri au FC Sankt Pauli, où il participe à quatorze matchs. En 1996, le club choisit de ne pas lever l'option d'achat et il retourne dans son pays natal, signant dans la toute nouvelle Major League Soccer.

### Major League Soccer
En dépit d'un contrat stipulant qu'il doit jouer pour le club de sa ville où il réside alors, le Galaxy de Los Angeles, Caligiuri est assigné au Crew de Columbus. Il s'oppose à la décision de la MLS, et après une bataille légale durant sa saison avec le Crew, il est envoyé à Los Angeles à partir de la saison 1997. Il y joue jusqu'à sa retraite en 2001, achevant sa carrière sur onze buts en 161 matchs, dont 149 comme titulaire.

## Équipe nationale
Caligiuri joue avec les Bruins d'UCLA lorsqu'il décroche sa première sélection contre le Salvador, le 9 octobre 1984. Il accumule cent-dix sélections (pour cinq buts), principalement au milieu de terrain.
Le 14 mars 1990, Caligiuri signe un contrat avec la Fédération des États-Unis de soccer pour être un joueur de l'équipe nationale à plein temps. En 1993, on croit qu'il souhaite quitter la sélection pour signer dans un club allemand ou britannique après avoir été écarté de la liste pour la Gold Cup, mais il décide finalement de lui-même de rester en vue de la Coupe du monde 1994, se déroulant sur le sol américain.
Caligiuri est une figure importante de l'équipe américaine durant les années 1980 jusqu'au milieu des années 1990, commençant chaque match lors des Coupes du monde 1990 et 1994. Il dispute sa dernière rencontre en sélection en 1997.
Il joue aussi pour l'équipe américaine de futsal en 1996, marquant un but en quatre matchs.

## Après carrière
Caligiuri trouve rapidement un travail après son arrêt, et désigné entraîneur des équipes féminines et masculines de Université d'État Polytechnique de Californie à Pomona. Il entraîne les féminines jusqu'en 2005 et les hommes jusqu'en 2008.

## Personnel
En 2004, Caligiuri est intronisé au National Soccer Hall of Fame. Il a deux enfants : Ashley et Kayley.